# 初风号驱逐舰
初风号驱逐舰（日语：初風）是阳炎型驱逐舰7号舰，二战期间于大日本帝国海军服役。该舰的建造是旧日本海军丸三计划的一部分。在战争中，它曾随同日军舰队参与过多起针对盟军的主要战役，并从中生还。1943年11月，初风号驱逐舰在和妙高号重巡洋舰相撞后受损，随后被盟军击沉。

## 背景
初风号由川崎造船所承建，1937年12月3日龙骨铺设完毕，1939年1月24日下水，1940年2月15日完工。

## 战史

### 入侵东南亚
在偷袭珍珠港期间，黑潮号被划归第16驱逐舰队隶属第2舰队第2水雷战队。在菲律宾战役期间，它参与了对龍驤號航空母艦的护航。它也曾为八重山号布雷艇护航。
1942年年初，黑潮号参与了对荷属东印度的入侵。它曾为1月进攻万鸦老，肯達里和安汶岛的舰队和二月进攻望加錫，帝汶，爪哇岛东部的舰队护航。2月27日-28日，第2水雷战队参加了爪哇海战役，在战斗中，它向盟军舰队发射了鱼雷。3月份，第2水雷战队在爪哇海执行反潜作战。当月底，第2水雷战队为进攻圣诞岛的舰队护航，随后该编队返回望加锡。4月底，初风号返回吴海军工厂进行维护。
1942年5月21日，初风号和第2水雷战队的其它舰船一起火速赶往塞班岛，与一队开往中途岛的运兵船汇合。不过，由于日军主力舰队已经在中途岛海战中被击败，4艘航母沉没，登陆行动被取消了。第16驱逐舰队按命令返回吴市.

### 所罗门群岛战役
7月14日，初风号所在的第16驱逐舰对被重新分配给第三舰队第10水雷战队。8月16日，第10水雷战队离开吴市，为一支开往特鲁克岛的舰队护航。8月24日，在东所罗门群岛海战中，第10水雷战队为南云忠一的主力舰队护航。9-10月，第10水雷战队在特鲁克岛附近巡逻。圣克鲁兹群岛海战期间，10月26日，第10水雷战队为主力舰队护航，10月28日，它随受损的翔鹤号航空母舰和瑞鹤号航空母舰返回特鲁克岛。11月4日，它护送瑞鹤号航空母舰从特鲁克岛回到了吴市，随后又参加了在濑户内海举行的演习。1943年1月，它和瑞鹤号返回肖特兰群岛。
1月10日，初风号在为前往瓜达尔卡纳尔岛的补给运输舰队护航时，协助击沉了美国海军两艘PT艇（PT-43和PT-112）。初风号也被一枚鱼雷（很可能是PT-112发射的）击中并严重受损。随后，它全速返回特鲁克岛接受紧急修理。当年4月它又返回吴市大修。9月，初风号以及第10水雷舰队的其它成员伴随大和号战列舰从吴市前往特鲁克岛。10月末和9月末，初风号两次往返埃內韋塔克環礁和特鲁克岛，为日军主力舰队护航。在这两次任务间，初风号在1943年10月初临时离开特鲁克岛以营救被美军潜艇击沉的风早号运油船。

### 最后一战
1943年11月4日，奥古斯塔皇后湾海战正在进行中，当初风号驱逐舰向布干维尔岛附近的盟军特遣舰队发动攻击时，初风号和妙高号重巡洋舰相撞。这次撞击削掉了初风号的船首，初风号只得在海中等死。随后，初风号和川内号轻巡洋舰被盟军驱逐舰用火炮击沉。舰上164人（包括舰长）阵亡。 1944年1月，日本海军将初风号除籍。